# Víctor García (siatkarz)
Víctor García Campos (ur. 23 września 1950) – kubański siatkarz, medalista igrzysk olimpijskich.

## Życiorys
García był w składach reprezentacji Kuby, która zdobyła złote medale na igrzyskach panamerykańskich w 1975 w Meksyku oraz w 1979 w San Juan. Wystąpił na igrzyskach olimpijskich 1976 w Montrealu. Zagrał wówczas we wszystkich czterech meczach fazy grupowej, przegranym półfinale ze Związkiem Radzieckim oraz zwycięskim pojedynku o brąz z Japonią. Ponownie na igrzyskach zagrał w 1980, w Moskwie. Rozegrał wszystkie cztery mecze fazy grupowej, przegrany pojedynek o miejsca 5-8. z Jugosławią oraz zwycięski mecz z Czechosłowacją o 7. miejsce.
Po zakończeniu kariery zawodniczej pracował w charakterze trenera, m.in. z młodzieżą w meksykańskim stanie Kalifornia Dolna.